# Rio Lanzi
Il rio Lanzi, o rio dei Lanzi, è un torrente che si sviluppa nell'Agro caleno, in provincia di Caserta, con un percorso di 21,5 km dalla sorgente fino alla confluenza con l'Agnena. Il rio Lanzi prende il nome dalla famiglia Lanza, di Capua, ai cui feudi nel XVIII secolo esso appartenne.

## Percorso
La sorgente del rio Lanzi si trova nel comune di Rocchetta e Croce, presso Rocchetta, a circa 450 m s.l.m. Dopo circa un km entra nel territorio del comune di Calvi Risorta che attraversa passando ad E dell'abitato e sotto il ponte della Casilina presso il castello aragonese di Cales. Dopo circa 10 km, nel tratto terminale dei quali segna il confine con il comune di Pignataro Maggiore, entra nel comune di Sparanise e scorre per circa 3 km  delimitando il confine con Pignataro Maggiore nell'area nota come "Demanio di Calvi". Quindi attraversa il territorio di Francolise, dove, decisamente rettificato, scorre per 5 km, riceve le acque del Fosso Nuovo e attraversa per un km circa il territorio di Falciano del Massico e per circa 1,5 km quello di Cancello e Arnone. Qui confluisce nell'Agnena che, ormai diventato un canale, sfocia nel Tirreno sulla costa al confine tra i comuni di Mondragone e Castel Volturno. 